# 9272 Liseleje
9272 Liseleje è un asteroide della fascia principale. Scoperto nel 1979, presenta un'orbita caratterizzata da un semiasse maggiore pari a 2,6790317 UA e da un'eccentricità di 0,1168742, inclinata di 5,19705° rispetto all'eclittica.
L'asteroide è dedicato all'omonima località dell'isola di Selandia in Danimarca.